# 博霍尔特 (比利时)
博霍尔特（荷蘭語：Bocholt，荷蘭語發音：[ˈbɔxɔlt] ⓘ）是比利时弗拉芒大區林堡省馬塞克區的一个市镇，东北与荷兰接壤，通行荷蘭語，是弗拉芒社群的一部分，面积59.34平方千米，人口13,085人（2018年1月1日）。